# Bulbophyllum lamelluliferum
Bulbophyllum lamelluliferum är en orkidéart som beskrevs av Johannes Jacobus Smith. Bulbophyllum lamelluliferum ingår i släktet Bulbophyllum och familjen orkidéer. Inga underarter finns listade i Catalogue of Life.